# پل بند گرگر
پل بند گرگر یک بنا از مجموعه سیستم آبی تاریخی شوشتر است. این پل-بند، یکی از دروازه‌های ششگانه تاریخی شوشتر نیز بوده است. پیشینه ساخت این پل همانند اغلب بناهای آبی تاریخی شوشتر، به دورهٔ ساسانیان بازمی‌گردد. کاربرد این بند، انحراف آب از رودخانه دست ساز و تاریخی گرگر و هدایت آب به سمت تونلهای ورودی به آسیابهای آبی شوشتر است.
این پل-بند به همراه ۱۵ اثر تاریخی دیگر شوشتر در نشست سالانه کمیته میراث جهانی یونسکو در ۲۶ ژوئن ۲۰۰۹ (۵ تیرماه ۱۳۸۸) در شهر سویل اسپانیا، با احراز معیارهای ۱، ۲ و ۵ با عنوان نظام آبی تاریخی شوشتر به عنوان دهمین اثر ایران در فهرست میراث جهانی یونسکو با شماره ۱۳۱۵ به ثبت رسید.
پل بند گرگر در شوشتر، خیابان شریعتی شرقی، ضلع شمالی مجموعه آبشارها و آسیاب‌های آبی شوشتر واقع شده است. این اثر در تاریخ ۲۰ آذر ۱۳۷۹ با شمارهٔ ثبت ۲۹۱۴ به‌عنوان یکی از آثار ملی ایران به ثبت رسیده است.

## تهدیدها
دیواره شمالی پل بند گرگر در سال ۱۳۸۸ در اثر دستکاری غیر اصولی فرو ریخت. در نزدیکی این دیواره گمانه‌های بزرگ و پرتعدادی حفر شده بود که باعث سست شدن و ایجاد ترک و شکاف در دیواره این پل بند تاریخی شده و در پی آن دیواره شمالی این پل بند فروریخت. پس از چند سال این پل بند تاریخی به منظور عبور و مرور خودروها تا حدی ترمیم شد اما هنوز به طور کامل ترمیم نشده و در مورد علت حفر عجیب این تعداد گمانه‌های بزرگ در پای این میراث جهانی هیچ توضیحی ارائه نشده است. 